# Tunnel de Gueule Rouge
Le tunnel de Gueule Rouge est un tunnel routier français à Cilaos, sur l'île de La Réunion. Livré en 1938, il permet le franchissement du Gros Morne de Gueule Rouge par la route de Cilaos. Il est l'un des ouvrages d'art singuliers de cette route de montagne avec le tunnel du Pavillon, le pont de la Boucle et le tunnel de Peter Both, lequel franchit quant à lui le Gros Morne de Gueule Rouge au sud du sommet. À son extrémité nord-ouest se trouve un point de vue panoramique apprécié sur le cirque naturel où il se trouve.

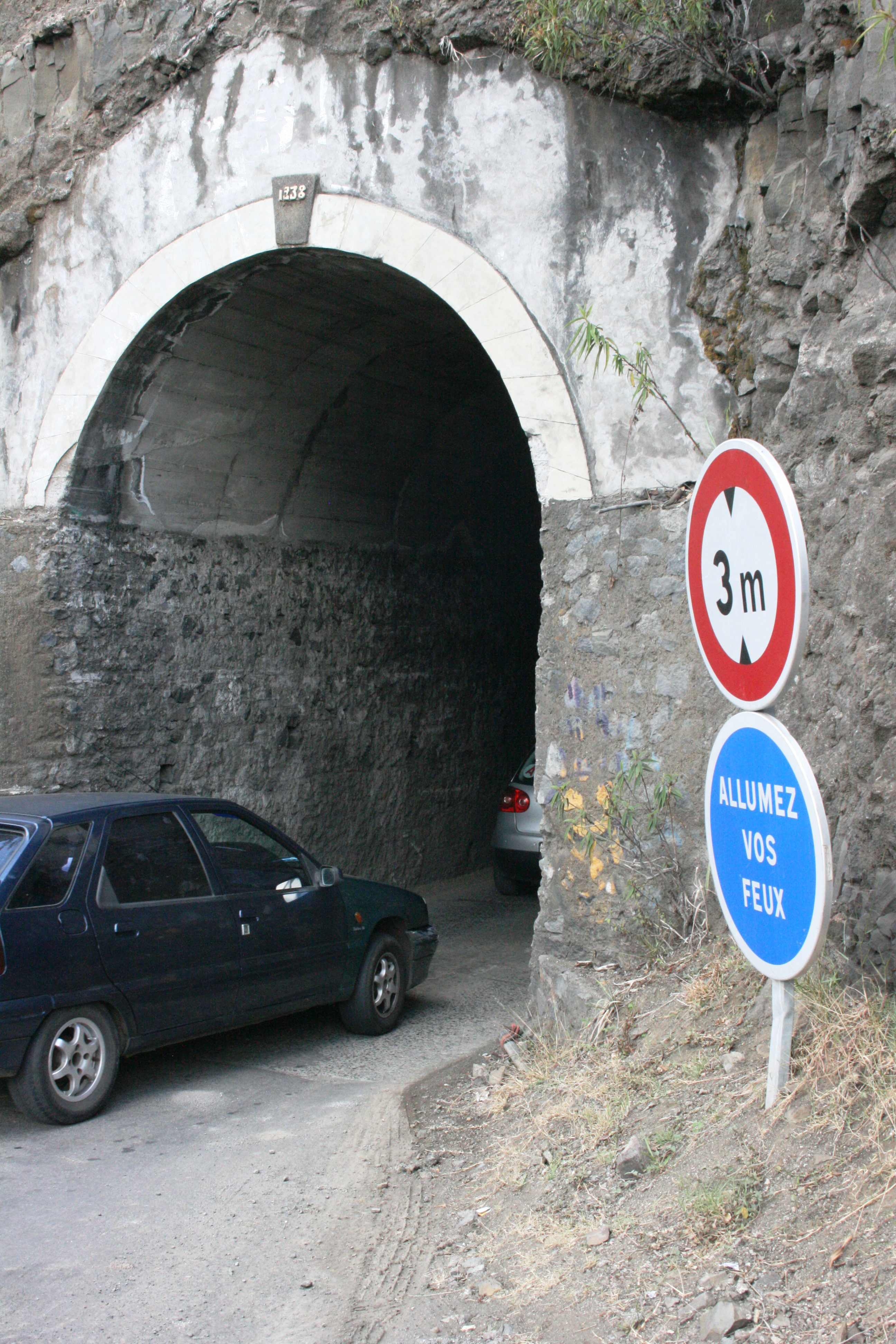
Véhicules s'engageant dans le tunnel par l'entrée nord-ouest.